# 12672 Nygårdh
12672 Nygårdh è un asteroide della fascia principale. Scoperto nel 1980, presenta un'orbita caratterizzata da un semiasse maggiore pari a 3,0057353 UA e da un'eccentricità di 0,0524516, inclinata di 0,75830° rispetto all'eclittica.